# John Bernhard Leiberg

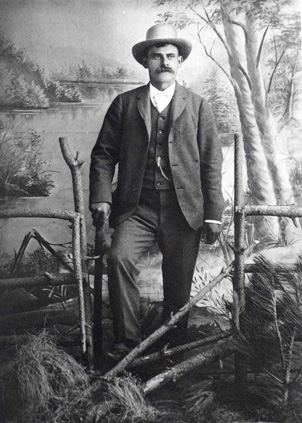
John Bernhard Leiberg, 1870.

John Bernhard Leiberg, född 1853 i Malmö, död 1913 i Leaburg, Oregon, var en svenskamerikansk skogsvetare och bryolog som verkade i nordvästra USA.
Leiberg kom till USA 1868, och bodde från 1880 i närheten av Lake Coeur d’Aleen i Idaho. 1893 åtföljde han John H. Sandberg på dennes andra botaniska expedition till Idahos bergsområden och var fältforskare för USA:s jordbruksdepartements botaniska division somrarna 1895 och 1896, då han utförde insamlingar i Idaho, Washington, Oregon och Nevada. Han arbetade också åt U.S. Geological Survey 1897–1903 och var skogsinspektör på Filippinerna 1904–1905.
Ett antal växter innehåller leibergii i sina namn, för att hedra hans insatser.